# Anna Hlohovská
Anna Hlohovská († 1483) byla hlohovská kněžna z rodu slezských Piastovců.

## Život
Byla dcerou hlohovského knížete Jindřicha IX.
V roce 1454 se provdala za českého šlechtice Jana II. z Rožmberka, s nímž měla deset dětí, z toho čtyři syny - Jindřicha, Voka, Petra a Oldřicha.